# Consell Presidencial Andí

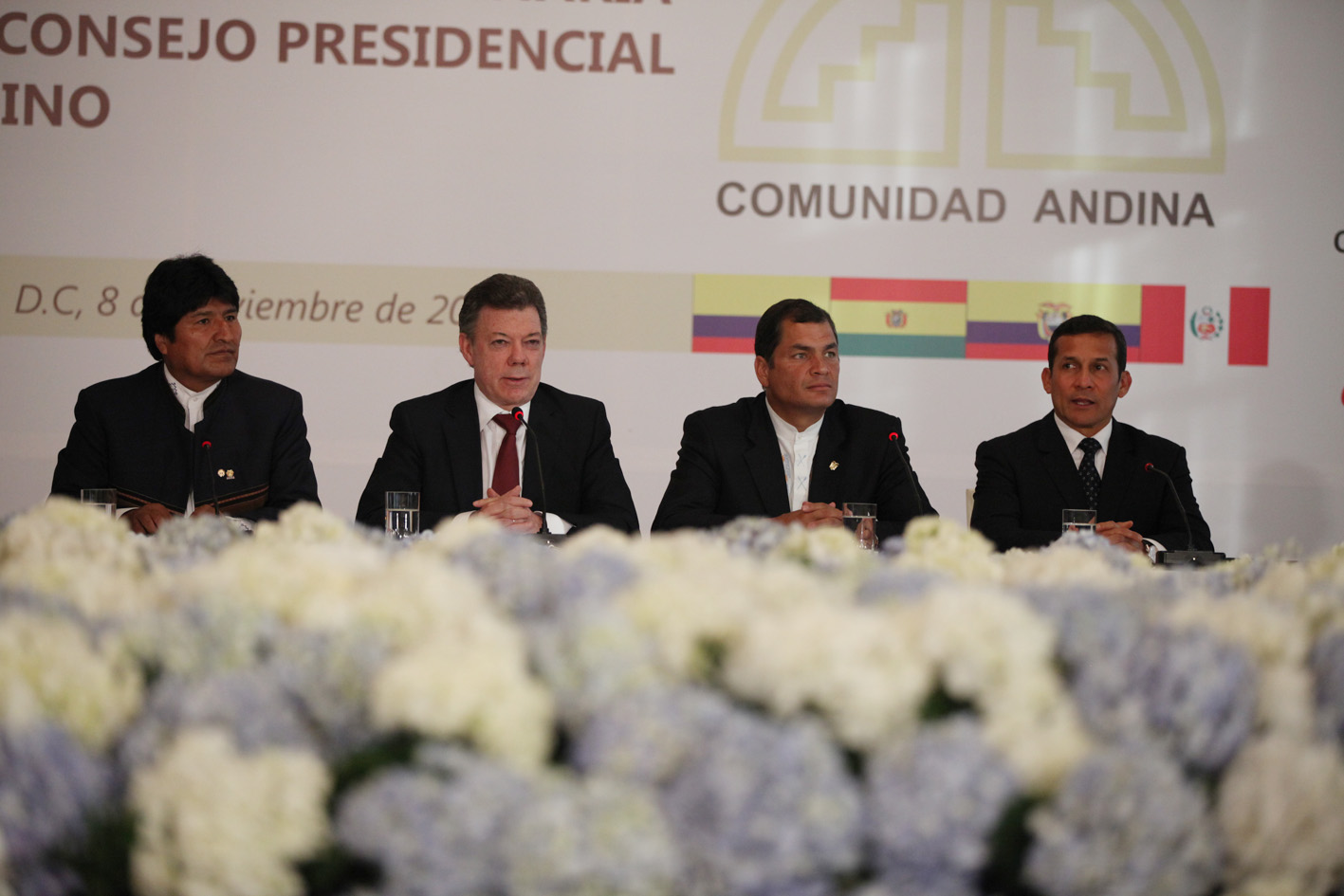
Reunió extraordinària del Consell Andí l'any 2011.

El Consell Presidencial Andí és la màxima autoritat de la Comunitat Andina, integrada pels Caps d'Estat dels països membres (Bolívia, Colòmbia, Equador, Perú i Veneçuela). Es reuneix anualment en forma ordinària i extraordinària quan siga necessari. La presidència del Consell correspon anualment un dels seus integrants.
Creat el 23 de maig de 1990 per a formalitzar les reunions cims presidencials realitzades per a tractar temes de la Comunitat Andina. Reunit periòdicament entre 1990-1991 i des de 1995 fins ara.
Les seues funcions són definir la política d'integració, orientar les accions d'interès comú i avaluar el desenvolupament i resultats de la integració, reformar, organitzar i coordinar les accions dels organismes de la Comunitat Andina.